# Руфий Постумий Фест
Флавий Руфий Постумий Фест (на латински: Flavius Rufius Postumius) е политик и patricius на Римската империя през V век.

## Биография
Произлиза от аристократичната фамилия Постумии и е син на Флавий Фест (консул 439 г.).
През 472 г. той е консул заедно с Флавий Маркиан. През 490 г. е изпратен от Теодорих Велики при император Зенон в Константинопол, за да получи потвърждение за неговата владетелство в Италия. През 497 г. Теодорих го изпраща за втори път във Византия за потвърждение на властта му от Анастасий I.
На изборите на 22 ноември 498 г. подкрепя антипапата Лаврентий и е против папа Симах.